# Luis Alberto Zepeda
Luis Alberto Zepeda Félix (1 de septiembre de 1965) es un deportista mexicano que compitió en atletismo adaptado. Ganó cuatro medallas en los Juegos Paralímpicos de Verano entre los años 2004 y 2016.

## Palmarés internacional
| Juegos Paralímpicos | Juegos Paralímpicos     | Juegos Paralímpicos | Juegos Paralímpicos |
| Año                 | Lugar                   | Medalla             | Prueba              |
| ------------------- | ----------------------- | ------------------- | ------------------- |
| 2004                | Atenas (Grecia)         | Medalla de oro      | Jabalina F54        |
| 2008                | Pekín (China)           | Medalla de bronce   | Jabalina F53/54     |
| 2012                | Londres (Reino Unido)   | Medalla de oro      | Jabalina F54-56     |
| 2016                | Río de Janeiro (Brasil) | Medalla de plata    | Jabalina F54        |